# 3. návštěvní expedice (ISS)
3. návštěvní expedice (rusky Третья экспедиция посещения, ЭП-3) na Mezinárodní vesmírnou stanici (ISS) byla krátkodobá výprava tří kosmonautů – Jurije Gidzenka, Roberta Vittori a Marka Shuttlewortha – na stanici, jejímž hlavním úkolem byla záměna lodi Sojuz sloužící jako záchranný člun pro stálou posádku stanice.

## Posádka

### Hlavní
- Jurij Gidzenko (3), velitel, Roskosmos (CPK)
- Roberto Vittori (1), palubní inženýr, ESA
- Mark Shuttleworth (1), účastník kosmického letu, soukromník

V závorkách je uveden dosavadní počet letů do vesmíru včetně této mise.

### Záložní
- Gennadij Padalka, velitel, Roskosmos (CPK)
- Oleg Kononěnko, palubní inženýr, Roskosmos (RKK Eněrgija)

## Průběh výpravy

### Přípravy
Mezinárodní vesmírná stanice (ISS) byla od začátku listopadu 2000 trvale osídlena lidmi. Základní posádky stanice byly tehdy (do havárie Columbie) střídány raketoplány, jako záchranné čluny jim sloužily lodě Sojuz. Sojuzy bylo nutno po půl roce střídat a provést střídání byl hlavní úkol krátkodobých návštěvních expedic. Třetí střídání bylo naplánováno na přelom dubna a května 2002.
V květnu 2001 se ESA dohodla s Roskosmosem na pravidelné účasti evropských astronautů v návštěvních expedicích. K letu v dubnu–květnu 2002 byl určen italský astronaut ESA Roberto Vittori, jeho mise dostala název „Marco Polo“ (rusky Марко-Поло).
Vittori zahájil výcvik ve Středisku přípravy kosmonautů (CPK) v Hvězdném městečku v srpnu 2001 společně se zkušeným Jurijem Gidzenkem, majícím za sebou už dva lety do vesmíru, a jihoafrickým podnikatelem Markem Shuttleworthem, který si cestu do kosmu hradil sám.

### Průběh letu
Trojice Gidzenko, Vittori, Shuttleworth odstartovala do vesmíru 25. dubna 2002 z kosmodromu Bajkonur v lodi Sojuz TM-34. Po dvou dnech samostatného letu se 27. dubna v 7:55 UTC spojili se stanicí.
Po spojení se kosmonauti uvítali se stálou posádkou ISS, vyložili náklad pro stanici a zahájili vědecký program. Ruští kosmonauti pokračovali ve studiu chování prachových částic ve vysokofrekvenčním plazmatu v experimentu Plazmový krystal a věnovali se výzkumu látkové výměny v lidském organismu v průběhu adaptace na podmínky kosmického letu – experiment Biotest MBI-7.
Roberto Vittori se věnoval experimentům CHIRO – studium vlivu beztíže na zkracování svalů a motorickou pohyblivost rukou astronauta, VESTA – vyhodnocení estetických, hygienických a tepelných vlastností oděvů pro dlouhodobý pobyt ve vesmíru, ALTEINO – výzkum vlivu těžkých nabitých částic kosmického záření na stav centrální nervové soustavy člověka v průběhu kosmického letu, a BMI – testování přenosného přístroje pro měření krevního tlaku a srdečního rytmu.
I „kosmický turista“ Mark Shuttleworth měl připravený vědecký program. Odborníci jihoafrických univerzit připravili pokusy CCE, zaměřený na sledování vlivu kosmického letu na srdečně-cévní systém a kosterní svalstvo člověka s cílem vypracování nových metod fyzické přípravy k letu, SPC (příprava monokrystalů bílkovin) a ESDC (výzkum vlivu kosmického letu na růst buněčných kultur embryonálních buněk savců). Instituty geografie a oceánografie Ruské akademie věd připravily sledování růstu fytoplanktonu v oceánu u pobřeží Jihoafrické republiky (experiment Plankton-Linza) a pro výukový program RKK Eněrgija předváděl chování předmětů v beztíži.
Po týdenním pobytu na ISS se dne 5. května 2001 v 0:31 UTC posádka 3. návštěvní expedice v Sojuzu TM-33 odpoutala od stanice a ve 3:51 UTC přistála v severním Kazachstánu.